# ۲مس ۰۰۳۶+۱۸۲۱
۲مس ۰۰۳۶+۱۸۲۱ یک ستاره است که در صورت فلکی ماهی قرار دارد.